# デスタン・バイセルマニ
デスタン・バイセルマニ（Destan Bajselmani、1999年5月13日 - ）は、オランダ・エンスヘデ出身、コソボ代表のサッカー選手。PECズヴォレ所属。ポジションはDF。

## クラブ経歴
2019年10月5日、エールディヴィジのSCヘーレンフェーン戦でトップチームデビューをした。

## 代表経歴
2021年6月1日、サンマリノ代表との親善試合でコソボ代表として初出場。